# Georg Bolin (konstnär)
Anders Georg Bolin, född 21 mars 1920 i Horndal, Kopparbergs län, död 4 november 1998, var en svensk konstnär.
Bolin studerade vid Tekniska skolan i Uppsala samt vid Konstfackskolan i Stockholm. Han medverkade i utställningar i Falun och Umeå. Hans konst består av stilleben, figursaker, interiörer samt norrländska vinterlandskap.